# Paraleprodera laosensis
Paraleprodera laosensis är en skalbaggsart som beskrevs av Stefan von Breuning 1965. Paraleprodera laosensis ingår i släktet Paraleprodera och familjen långhorningar.
Artens utbredningsområde är Laos. Inga underarter finns listade i Catalogue of Life.